# 遠藤宏
遠藤 宏（えんどう ひろし、1936年8月31日 - ）は、日本の国文学者。成蹊大学名誉教授。東京女子大学短期大学部助教授、成蹊大学文学部助教授・教授を歴任。2019年瑞宝中綬章受章。東京都生まれ。

## 略歴
- 1955年3月 神奈川県立湘南高等学校卒業。
- 1961年3月 東京大学文学部卒業。
- 1967年3月 同大学院人文科学研究科博士課程満期退学。
- 1967年4月 立正大学経営学部専任講師。
- 1970年4月 同助教授。
- 1972年4月 東京女子大学短期大学部助教授。
- 1975年4月 成蹊大学文学部助教授。
- 1979年4月 同教授。
- 2005年3月 同大学定年退職、名誉教授。
- 2019年 春の叙勲で瑞宝中綬章を受章[1][2]。

上代文学、特に万葉集が専門。また、近世国学者安藤野雁に関する研究も行っている。

## 著書
- 古代説話 阿蘇瑞枝、曾倉岑共校注（笠間書院、1975) doi:10.11501/12451381
- 古代和歌の基層 万葉集作者未詳歌論序説（笠間書院、1991） doi:10.11501/13435834
- 笠女郎―すべて家持ひとりにあてた恋の歌 コレクション日本歌人選062（笠間書院、2019）